# 東京都道474号浜町北砂町線

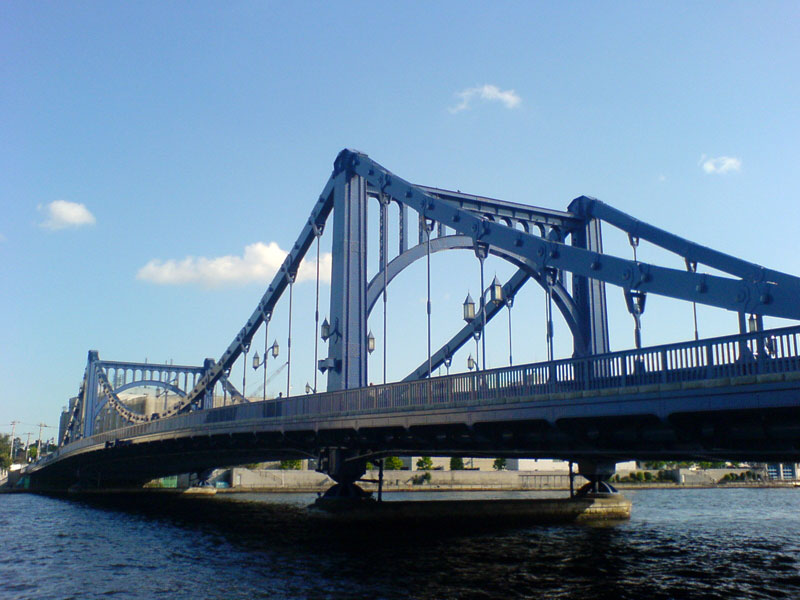
隅田川にかかる清洲橋（2005年9月）

東京都道474号浜町北砂町線（とうきょうとどう474ごう はまちょうきたすなまちせん）とは東京都中央区浜町交差点と、葛西橋近くの江東区東砂の東京都道477号亀戸葛西橋線を結ぶ特例都道である。一般に、清洲橋通りとよばれる。

## 起点・終点
- 浜町交差点（新大橋通り 東京都道・千葉県道50号東京市川線）
- 東砂町五丁目交差点（明治通り 東京都道・千葉県道10号東京浦安線（支線）・東京都道306号王子千住夢の島線、清洲橋通り 東京都道・千葉県道10号東京浦安線（支線））

## 通過する自治体
- 東京都
  - 中央区
  - 江東区

## 接続する主な道路
- 新大橋通り 東京都道50号東京市川線 - 浜町中の橋交差点
- 清澄通り 東京都道463号上野月島線 - 清澄三丁目交差点
- 三ツ目通り 東京都道319号環状三号線 - 白河三丁目交差点
- 四ツ目通り 東京都道465号深川吾嬬町線 - 扇橋二丁目交差点
- 明治通り 東京都道10号東京浦安線（支線）・東京都道306号王子千住夢の島線 - 境川交差点
- 清洲橋通り 東京都道10号東京浦安線（支線） - 境川交差点

## 主な橋梁
- 清洲橋（隅田川）

## 接続する鉄道路線
- 清澄白河駅（東京メトロ半蔵門線・都営地下鉄大江戸線）